# Bartosz Kizierowski
Bartołomiej Kizierowski, detto Bartosz (Varsavia, 20 febbraio 1977), è un ex nuotatore polacco.
Specializzato nello stile libero, ha gareggiato alle Olimpiadi di Atlanta 1996, Sydney 2000 e Atene 2004.

## Palmarès
- Mondiali

Montreal 2005: bronzo nei 50m sl.
- Mondiali in vasca corta

Hong Kong 1999: bronzo nei 100m sl.
- Europei

Siviglia 1997: bronzo nella 4x100m misti.
Berlino 2002: oro nei 50m sl e bronzo nei 50m dorso.
Budapest 2006: oro nei 50m sl.
- Europei in vasca corta

Dublino 2003: bronzo nei 50m sl.
- Universiadi

Pechino 2001: oro nei 50m sl e argento nei 100m sl.